# Hugo Licht

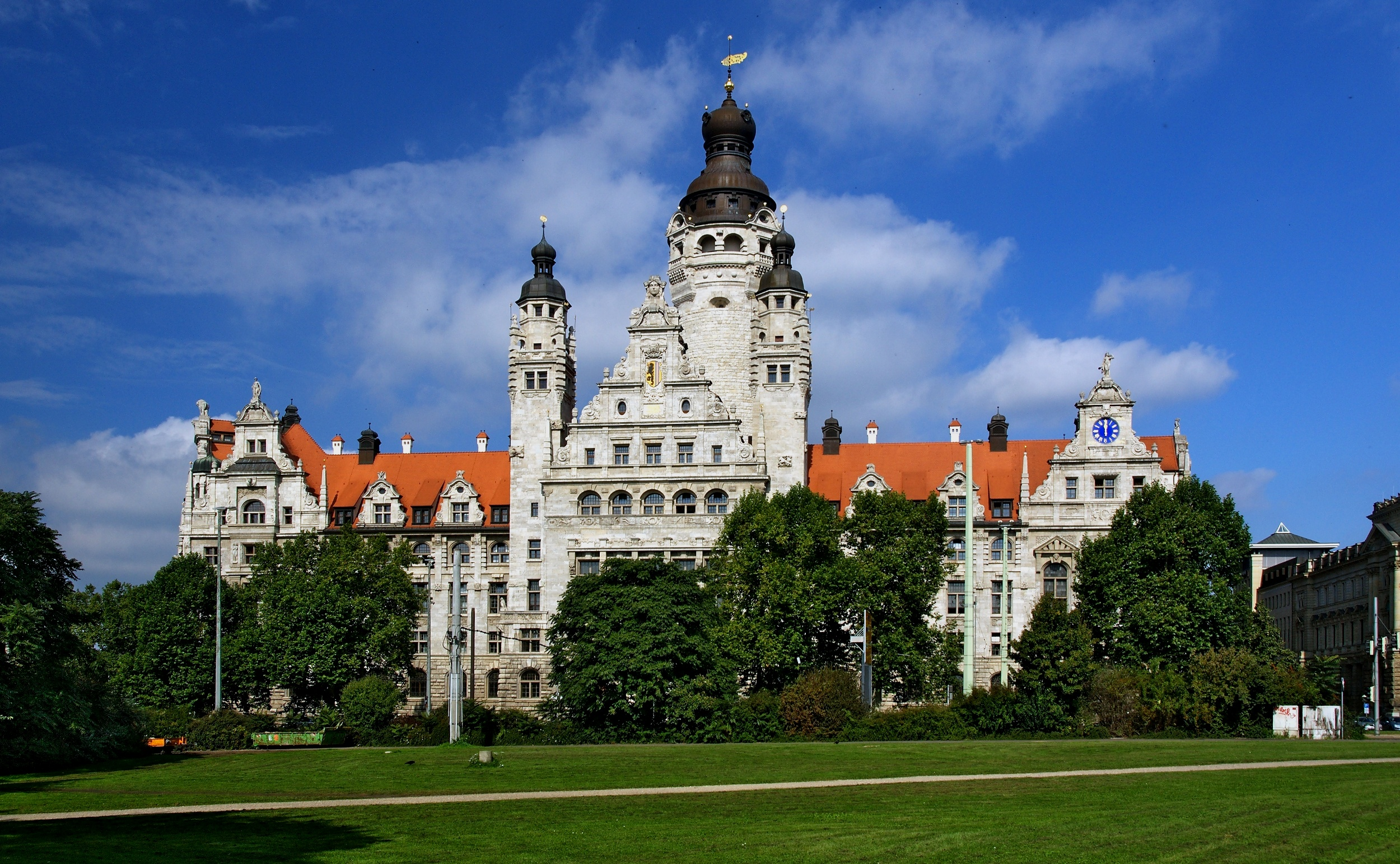
H. Licht: Nowy Ratusz w Lipsku

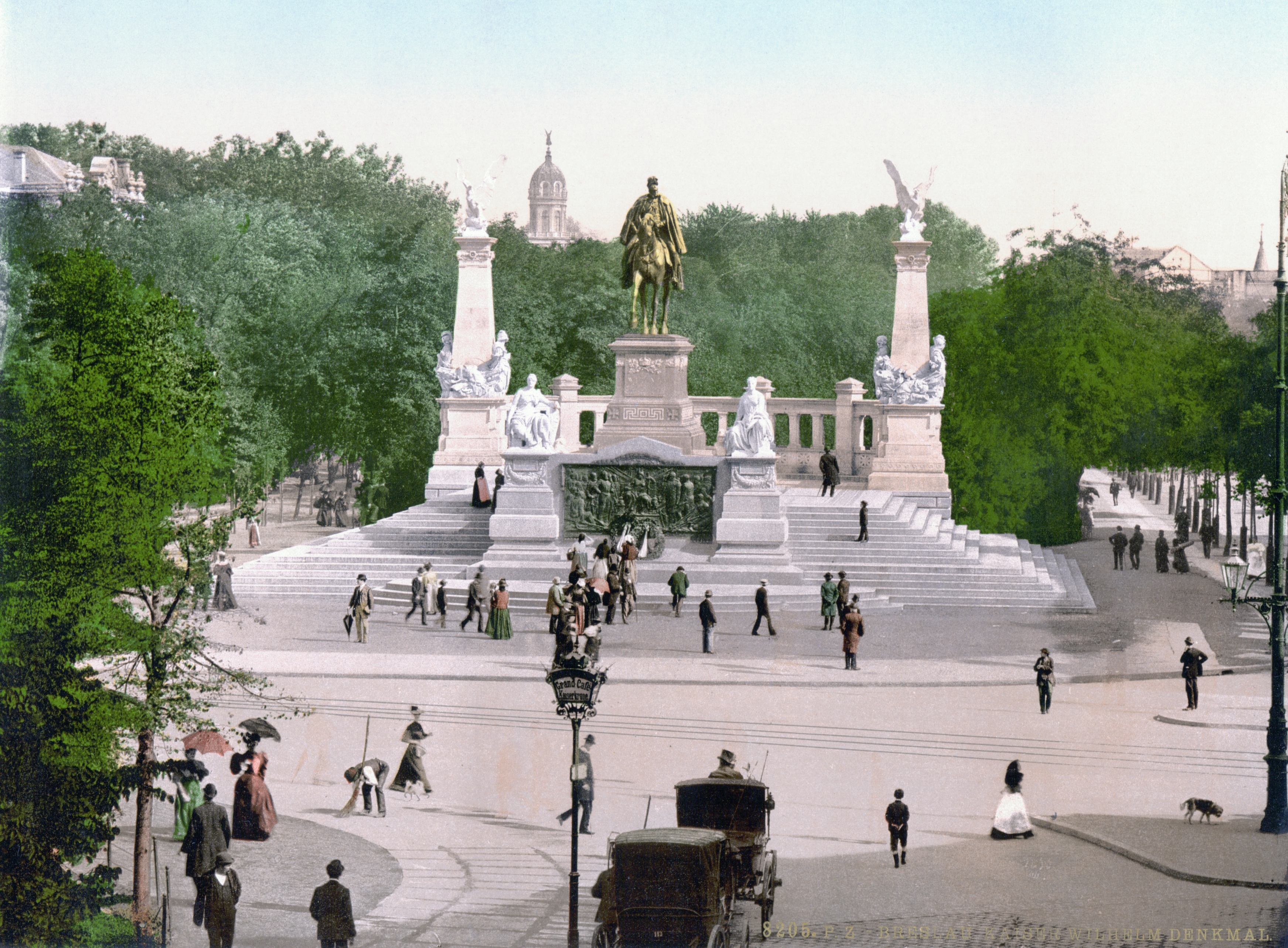
Pomnik cesarza Wilhelma I we Wrocławiu

Hugo Licht (ur. 21 lutego 1841 w Nieder-Zedlitz, dzisiejsza Siedlnica koło Wschowy, zm. 28 lutego 1923 w Lipsku) – niemiecki architekt, budowniczy Nowego Ratusza w Lipsku. 

## Życiorys
W latach 1862–1863 pracował w berlińskim biurze architektonicznym firmy budowlanej H. Ende und W. Böckmann. W 1864 uczęszczał do Akademii Budownictwa, gdzie nauki pobierał m.in. u Friedricha Adlera. Następnie pracował w atelier Richarda Lucae w Berlinie i u Heinricha Ferstela w Wiedniu.
W latach 1869–1870 podróżował w celu poznania arcydzieł architektury zabytkowej, odwiedził Włochy, Paryż, Londyn. Od 1871 mieszkał i tworzył w Berlinie, a od 1879 do śmierci w Lipsku. Od momentu przyjazdu do Lipska do 1906 był tamtejszym miejskim radcą budowlanym. Wykonywał też projekty architektoniczne dla innych miast, w tym dla Wrocławia. Od 1901 wydawał pismo „Die Architektur des XX. Jh.“ a od 1906 „Profanbau“. 

## Wybrane dzieła
- 1880 – projekt cmentarza żydowskiego w Berlinie-Weißensee
- 1886–1888 – budynek rzeźni przy Kantstrasse 71-73, obecnie siedziba Mitteldeutscher Rundfunk[2]
- 1887 – neorenesansowa plebania przy Nikolaikrchhof 3/4 w Lipsku[3]
- 1892–1895 – Grassi-Museum w Lipsku[1]
- 1896 – projekt pomnika cesarza Wilhelma I we Wrocławiu (niezachowany)
- 1899–1905 – projekt i budowa Nowego Ratusza w Lipsku[1]